# アイラブユー (back numberの曲)
「アイラブユー」は、日本のバンド・back numberの楽曲。6作目の配信デジタルシングルとして、ユニバーサルミュージック内のレーベル「ユニバーサル シグマ」から2022年10月24日にリリースされた。NHK連続テレビ小説『舞いあがれ!』主題歌。『第73回NHK紅白歌合戦』歌唱曲。第95回記念選抜高等学校野球大会の入場行進曲。

## 背景
2022年8月30日、本作がNHK連続テレビ小説『舞いあがれ!』の主題歌として書き下ろされたことが発表された。
10月10日には、楽曲が同月24日にリリースされることが決定し、ジャケットビジュアルも併せて公開され、TikTokでは先行配信されている。
本楽曲のミュージック・ビデオは、リリース日の午後8時よりYouTubeにてプレミア公開された。

## 制作
小林武史がプロデューサー・編曲を務めた。清水依与吏は楽曲について「いなくなってほしくない人のまわりに浮かんだもので作りました。」とコメントしている。

## 世界観
清水の持ち味である豊かで味わい深い格別な歌声がゆっくり沁み渡り、切なく穏やかで未来での幸せな光景を期待させる。大事な人に特別でなくとも自分だけが渡せるものがあり、時間がかかっても見付けて渡せたらいい。本作の「愛」は、一緒に寄り添い過ごす時間、長い年月を経て初めて与えられるものを指す。とても奥行きのあるミドルスローのラブソング。

## チャート成績
2022年10月24日付オリコンデイリーデジタルシングルランキングにて、10,512DLを売り上げ、初登場1位を獲得。2022年11月7日付オリコン週間デジタルシングルランキングにおいては、25,963DLを売り上げ、初登場2位を獲得し、翌週は9,298DLを売り上げ、4位にランクインしている。
2022年11月7日付オリコン週間ストリーミングランキングでは初登場19位を獲得し、ニ週目は15位、三週目に13位ランクアップしている。
総合チャート「Billboard Japan Hot 100」では初週5位にランクインした。

## 認定と売上
|                                 | 認定 (RIAJ)      | 認定単位   |
| ------------------------------- | ---------------- | ---------- |
| ダウンロード                    | ゴールド         | 10万DL以上 |
| ストリーミング                  | ダブル・プラチナ | 2億再生    |
| * 認定のみに基づく売上/再生回数 |                  |            |

## 関連番組
『back number×舞いあがれ！～「アイラブユー」はこうして生まれた～』（2022年11月22日、NHK）